# گروه هواپیمایی چین
گروه هواپیمایی چین (انگلیسی: China Airlines Group) شرکت هلدینگ هوانوردی تایوانی است، که در سال ۲۰۰۱ تأسیس شد.